# Somerton, Arizona
Somerton är en stad (city) i Yuma County, i delstaten Arizona, USA. Enligt United States Census Bureau har staden en folkmängd på 14 528 invånare (2011) och en landarea på 18,9 km².